# El fantasma de Canterville (álbum)
El fantasma de Canterville es el tercer álbum de estudio del cantautor argentino León Gieco, lanzado en el año 1977 por el sello Music Hall. El tema que da título al álbum fue compuesto por Charly García y originalmente grabado por la banda PorSuiGieco para el disco homónimo de 1976; debido a la censura imperante durante la última dictadura cívico-militar argentina (1976-1983) la canción "El fantasma de Canterville" debió ser reemplazada por "Antes de gira", y la versión original quedó sólo en la primera tirada del álbum, la cual no fue secuestrada por la dictadura.
Poco después del lanzamiento de Porsuigieco, Gieco decidió desafiar la censura e incluir el tema en cuestión en este álbum, junto a otras canciones clásicas como "Los chacareros de dragones", la cual había compuesto tras el asesinato de Víctor Jara en el Estadio Chile, en 1973 (lugar que sería bautizado treinta y un años después como Estadio Víctor Jara).
En 2007 la canción "El fantasma de Canterville" fue elegida por el sitio Rock.com.ar como la 58° mejor canción del rock argentino de la lista de Las 100 de los 40.

## Historia, grabación y censura
"El fantasma de Canterville", la canción que da nombre al disco, fue compuesta por Charly García para el proyecto PorSuiGieco, pensando desde el inicio que sería cantada por León Gieco. Cuando «Porsuigieco» fue editado en 1976, ya estaba en marcha la última dictadura militar argentina, por lo que decidieron no incluirla, dado que frases como "siempre fui un tonto que creyó en la legalidad" o "he muerto muchas veces acribillado en la ciudad" no lograrían pasar la censura instaurada por el gobierno militar. Para reemplazarla, García escribe "Antes de gira", una canción que habla de la vida de los músicos durante las giras.
León Gieco igual decidió incluirla para su siguiente larga duración, aunque modificando la letra para evitar la censura (la línea «Ay si pudiera matarlos...» se convirtió en «odiarlos»; «He muerto muchas veces acribillado en la ciudad» se grabó como «rodando sobre la ciudad»). El mismo LP terminó llevando el título de «El fantasma de Canterville». A pesar de ello, de las doce canciones diez resultaron censuradas por  el COMFER. Por ese motivo el álbum debió mezclarse nuevamente y agregarle otra vez las voces porque en esa época se grababa en cuatro canales y se usaba un quinto, que era la mezcla, para incluir las voces o algún instrumento que faltaba y ese quinto canal se había perdido. A Gieco lo acompañaron en la grabación Oscar Moro en la batería, Alfredo Toth en el bajo, Charly García en los teclados, Nito Mestre y María Rosa Yorio en las voces. Se grabó en una semana en los estudios Phonalex. 
Hay además tres temas que no pudieron publicarse, "La historia esta", "Canción de amor para Francisca" y "Tema de los mosquitos", que extrañamente León incluye sin problemas en su siguiente trabajo, «4º LP» (1979). En su reemplazo Gieco debe incluir de apuro "A la luz del día" y "Desde tu corazón", compuestos a último momento; "Benjamín el pastor", que ya había sido editada en forma de simple/single un año antes y una versión en vivo, con mediocre sonido, de "Todos los caballos blancos", canción incluida en su primer álbum. Curiosamente no fue censurada “Los chacareros de dragones"; canción -cuyo título está inspirado en la calle donde se encuentran los Estudio Phonalex, llamada calle Dragones- dedicada al cantautor de protesta Víctor Jara, a quien la dictadura de Pinochet torturó cercenándole las manos, luego asesinándolo mediante numerosos balazos. Gieco lo cuenta con todo su dramatismo, pero no hay un tono de odio o tristeza, e incluso la melodía fue mezclada con la voz del artista bien atrás, para que no se terminara de entender el verso donde canta «Allá donde mil poesías gritaron/cuando le cortaron al poeta sus manos».

## Lista de canciones
Todas las canciones escritas y compuestas por León Gieco, excepto donde se indica. 
| Lado A |                                                                             |          |  |
| N.º    | Título                                                                      | Duración |  |
| 1.     | «Los chacareros de Dragones»                                                | 2:12     |  |
| 2.     | «El loco y las golondrinas»                                                 | 3:55     |  |
| 3.     | «En la cintura de los pájaros» (Letra: León Gieco/Música: Rodolfo Gorosito) | 3:11     |  |
| 4.     | «Benjamín, el pastor»                                                       | 3:03     |  |
| 5.     | «Adiós hombre viejo» (Letra: Gabriela/Música: León Gieco)                   | 3:56     |  |
| 6.     | «Todos los caballos blancos (en vivo)»                                      | 2:50     |  |

| Lado B |                                              |          |  |
| N.º    | Título                                       | Duración |  |
| 1.     | «Desde tu corazón»                           | 3:10     |  |
| 2.     | «Permitime vida»                             | 2:31     |  |
| 3.     | «Canción del silencio»                       | 5:09     |  |
| 4.     | «Señora de los llanos»                       | 4:32     |  |
| 5.     | «El fantasma de Canterville» (Charly García) | 3:53     |  |
| 6.     | «A la luz del día»                           | 2:40     |  |
| 42:01  |                                              |          |  |

## Personal
- León Gieco: Voz. Guitarra acústica (en todos los temas, salvo A1). Charango en A1. Armónica en A1, A2, A6, B3 y B5.
- Oscar Moro: Batería en A2, B4 y B5.
- Alfredo Toth: Bajo eléctrico en A2, B4 y B5. Voz en A5 y B1.
- Rodolfo Gorosito: Guitarra eléctrica en A2, A4, B4 y B5.
- Charly García: Piano eléctrico en A2 y B5. Órgano en A2, B4 y B5. Piano acústico en A5. Voz en A2 y B5.
- Nito Mestre: Voz en A2, A3, A5, B1, B2 y B5. Flauta traversa en A3 y A5. Flauta dulce en B1.
- Vicente Buzzo: Batería en A4.
- Rubén Batán: Bajo eléctrico en A4.
- Juan Carlos "Mono" Fontana: Guitarra acústica en A5.
- Roberto "Negro" Valencia: Percusión en B1.

## Ficha técnica
- Grabado en Estudio Phonalex, junio de 1976, excepto "Todos los caballos blancos", grabado en vivo en el Teatro Atlantic, de Mar Del Plata, el 18 de febrero de 1977.
- Fotografía de tapa original: Fernando Gorgatello.
- Fotografía contratapa y sobre original: Michel Lichtenstein.
- Arte original y coordinación: León Gieco.
- Gracias a la "Conejo Enterprice", dedicado a Litle Liza y Big Liza.